# 소승지
제 선황제 소승지(齊 宣皇帝 蕭承之, 384년 ~ 447년)는 중국 유송의 관료이자 남제의 추존 황제로, 자는 사백(嗣伯)이고 남난릉 출신이다.

## 생애
430년에 우장군 도언지(到彦之)와 함께 5호 16국이 난립하는 북방을 정벌하는 북벌원정에 참여하였으나 대패하였다.
433년에 한중태수(漢中太守)로 부임하였다. 그 뒤 다시 조정으로 돌아와 둔기교위(屯騎校尉)로 임명되었고 문제에 의해 청주자사(青州刺史)로 임명됐다. 그 뒤 남태산태수(南泰山太守)를 거쳐 진흥현5등남작(晉興縣五等男爵)의 작위와 식읍 340호를 받았다. 447년에 죽은 뒤 금자광록대부와 좌산기상시를 추증받았다. 이후 맏아들 소도성이 남제를 건국한 뒤 선황제(宣皇帝)로 추존되었고 능묘는 만안릉(萬安陵)으로 격상되었다.

## 가족
- 황후(추존) : 공황후 왕씨(恭皇后 王氏)
  - 장남 : 형양원왕 도도(衡陽元王 道度)
  - 차남 : 시안정왕 도생(始安貞王 道生)
- 황후(추존) : 효선황후 진씨 진도정(孝宣皇后 陳氏 陳道正)
  - 3남 : 소도성(蕭道成) - (남제 태조고황제)